# 徳川義知
徳川 義知（とくがわ よしとも、1911年5月22日 - 1992年4月14日）は、尾張徳川家第20代当主。日本赤十字社常任理事。

## 経歴
元福井藩主・松平春嶽の子である徳川義親の長男として東京に生まれる。母・米子は尾張徳川家第18代当主・徳川義禮の長女。幼名は五郎太。暁星中学校に学ぶ。
1931年6月、華族の長男の慣わしに従って成人時に従五位となる。このとき義知と改名する。以後、2年以上にわたってイギリスに留学する。この間、1931年12月、義親が財団法人徳川黎明会を設立したことに伴って同会の副会長に就任する。
1934年11月に帰国、1935年8月から東京帝室博物館（現在の東京国立博物館）に研究員として勤務する。同年10月、松平恆雄の次女・正子と結婚する。啓明寮の寮長に就任する。
1942年3月、父・義親と共にマレーに渡り、ジョホール州の施政に尽力する。帰国後、1943年12月からは東京市大森区の東京俘虜収容所に勤務する。ここでは英米人たちの世話役として俘虜たちに寛容さを示し、戦後に感謝状を受けた。
1945年9月、日本赤十字社に入社、社会福祉事業に力を注ぐ。1946年1月、義親の公職追放を受けて財団法人徳川黎明会の会長に就任、財団および徳川美術館の復興に貢献する。
1951年から日英協会理事。1967年、日英親善の功績が認められ、女王エリザベス2世から名誉大英勲章（Honorary Commander of the Most Excellent Order of the British Empire）を受ける。1965年から死去するまで日英協会協会副会長。1977年、日本とマレーシアの友好親善に尽くした功績が認められ、マレーシア連邦ジョホール王国のスルタンから最高勲章Darjah Kerabat Johor Yang Amat Dihormatiを受ける。

## 栄典
- 1931年（昭和6年）6月1日 - 従五位[1]
- 1939年（昭和14年）2月27日 - 紺綬褒章[2]

## 家族
- 父：徳川義親（尾張徳川家第19代当主）
- 母：徳川米子（第18代当主・徳川義禮の長女）
- 妻：徳川正子（松平恆雄の次女）
  - 長女：三千子（徳川義宣夫人）
  - 次女：博子（高橋是修夫人）
  - 長男：徳川五郎太[3]
  - 養子：徳川義宣（尾張徳川家第21代当主）